# Bagnontenga
Bagnontenga est une commune située dans le département de Yaba de la province du Nayala au Burkina Faso.ne enkialhane ne' 1941